# تئودور بلانک
تئودور آنتون بلانک (آلمانی: Theodor Blank؛ ۱۹ سپتامبر ۱۹۰۵ – ۱۴ مهٔ ۱۹۷۲) یک سیاست‌مدار اهل آلمان بود.